# Северные переходные высокогорные леса

rifht

Се́верные перехо́дные высокого́рные леса́ (англ. Northern transitional alpine forests) — североамериканский континентальный экологический регион умеренных хвойных лесов, выделенный Всемирным фондом дикой природы.

## Размещение
Этот экорегион занимает запад центра Британской Колумбии.